# Piz Val Gronda (Obersaxen)
Der Piz Val Gronda mit einer Höhe von 2819 m ü. M. ist der dritthöchste Berg auf dem Gebiet der Gemeinde Obersaxen Mundaun (ehemals Gemeinde Obersaxen) im Schweizer Kanton Graubünden.
Höher sind das 2850 m hohe Hireli und das Schwarzhorn (Piz Gren) mit einer Höhe von 2890 m. Der Piz Val Gronda erhebt sich östlich vom Val Zavragia, das nach Zignau ausläuft, und westlich vom Val Gronda, das in Richtung St. Martin (ehemalige Fraktion von Obersaxen) und Tavanasa verläuft. Der Aufstieg zum Gipfel hat nach der alten SAC-Wanderskala den Schwierigkeitsgrad EB (erfahrener Bergwanderer), was T3 bis T4 entspricht.